# Henningsvær
Henningsvær er et fiskevær og byområde, med ca. 480 indbyggere, i Vågan kommune i Nordland. Henningsvær ligger på sydspidsen af Austvågøy på Lofoten, 24 km fra Svolvær.
Fiskeværet er anlagt på holme og skær med dæmninger, og er omkranset af hav på alle sider. I 1934 blev dæmningen mellem de to hovedøer Heimøya og Hellandsøya taget i brug, og beskyttede dermed havnen mod uvejr fra sydvest. Før 1960 var den eneste forbindelse med omverdenen en skibsrute til Kabelvåg og Svolvær. I 1960 blev riksvei 816 til Festvåg åbnet, og i 1963 blev der oprettet en færgeforbindelse mellem Festvåg og Henningsvær. I 1983 åbnede Henningsværbroerne, og gav Henningsvær en færgefri forbindelse med resten af Lofoten (som i 2007 fik fastlandsforbindelsen Lofast.
Det vigtigste erhverv er fiskeri, og tørfisk er en vigtig eksportartikel. Et af verdens rigeste fiskeplader ligger lige syd for fiskeværet. Lige efter 2. verdenskrig kunne der være over ti tusinder fiskere under Lofotfisket. om sommeren er også turismen et vigtigt erhverv, og Henningsvær har mange overnatnings- og serveringssteder

## Historie
Henningsvær blev hovedsagelig befolket i løbet af det 18. århundrede. Efter flere forskellige ejere af fiskeværet købte Henrik Drejer Henningsvær i 1842 for 6.000 daler. Under hans ledelse befæstede stedet sin position som Lofotens vigtigste fiskevær med sygestue, læge og kapel. Drejer havde ingen arvinger, og efter hans død i 1882 blev Henningsvær købt af Nordlands Amtskommune for at undgå at stedet kom i udenlandske hænder. I 1922 fik Henningsvær elektricitetsforsyning, og nogen år senere, ferskvandsforsyning fra fastlandet.
4. marts 1941 angreb De Allierede styrker Lofoten i det som senere er blev kaldt Lofotraidet. Også Henningsvær var et mål under aktionen, og trandamperiet på «Engelskmannsbrygga» blev sprængt før soldaterne returnerede til Storbritannien. Flere unge mænd fra Henningsvær fulgte med angrebsstyrkerne tilbage for at melde sig til krigstjeneste. Efter raidet gennemførte den tyske bessættelsessmagt arrestationer og straffeaktioner over hele Lofoten. Pårørende til dem som flygtede til Storbritannien, blev arresteret og sendt til fangelejren Grini.
Den 21. april 1946 forliste det norske fragtskib DS «Ramø» ved Henningsværs. Skibet ramte en eller to tyske miner. Femten af mandskabet omkom. Alle de omkomne undtagen én blev fundet.
Efter krigen fulgte flere år med et rekordstort fiskeri, og Henningsvær havde i 1950'erne omkring 1000 fastboende. Så kom nedgangen i fangsterne, som efterhånden førte til ændringer i fiskeriforvaltningen. Resultatet var at færre og større både overtog fiskeriet, og befolkningstallet i Henningsvær sank som en følge af dette helt til 1990'erne da det stabiliserede sig til det nuværende niveau.

## Galleri
- Henningsvær set ovenfraa luften.
- Henningsværbroerne
- Henningsvær kirke er en langkirke af træ, som blev indviet i 1974
- Tørring af fisk
- Henningsvær. Austvågøy med Vågakallen til højre
- Skibsværft
- Stormagasin
- Havnen i 2022

68°09′10″N 14°12′03″Ø / 68.1529°N 14.2008°Ø